# Альшеево
Альше́ево (чув. Элшел) — село в Буинском районе Республики Татарстан Российской Федерации. Является административным центром Альшеевского сельского поселения.

## География
Село расположено на реке Цильна, в 22 километрах к югу от города Буинск.

## История
Село основано в середине XVII века. В документах упоминается с 1667 года.
В 1780 году, при создании Симбирского наместничества, село Троицкое Алшеево тож, при заливах реки Свияги, крещеных чуваш, тут же жительствует под названием деревни Адреман крещеных чуваш, вошло в состав Симбирского уезда. С 1796 года — в Симбирском уезде Симбирской губернии.
В 1851 году сельцо вошло в состав Буинского уезда Симбирской губернии.
В 1859 году сельцо Альше́ево, по правую сторону на Казанском почтовом тракте, находилось в 1-м стане Буинского уезда Симбирской губернии.
До 1860-х годов жители относились к категории удельных (до 1797 года дворцовых) крестьян. Занимались земледелием, разведением скота.
В сельце Альшееве инородческое Министерское училище, открыто в 1885 году.
В начале XX века в Альшеево функционировали церковь, церковно-приходская школа. До 1920 года село входило в Бурундуковскую волость Буинского уезда Симбирской губернии. С 1920 года в составе Буинского кантона ТАССР. С 10 августа 1930 года в Буинском, с 10 февраля 1935 года в Будённовском, с 29 ноября 1957 года в Цильнинском, с 12 октября 1959 года в Буинском районах.

## Население
| 1795 | 1859 | 1897 | 1913 | 1920 | 1926 | 1938 | 1949 | 1958 | 1970 | 1979 | 1989 | 2000 |
| ---- | ---- | ---- | ---- | ---- | ---- | ---- | ---- | ---- | ---- | ---- | ---- | ---- |
| 443  | 306  | 961  | 1514 | 1265 | 1486 | 1595 | 1422 | 1537 | 1955 | 1813 | 759  | 685  |

## Известные люди
- В начале XX века в сельской школе учительствовал автор этнографических очерков Г. Т. Тимофеев;
- Уроженцами села являются: писатель Д. П. Петров (Метри Юман), литературовед Дедушкин, Николай Степанович, прозаик В. И. Чебоксаров[6].

## Экономика
Полеводство, мясо-молочное скотоводство.

## Инфраструктура
Является центральной усадьбой сельскохозяйственного предприятия «Родина». Имеются средняя школа с преподаванием чувашского языка, Дом культуры, библиотека; действует церковь. Село является центром этнолокальной группы Тăхăр ял (Девятиселье).

## Социальная инфраструктура
В 1953 году значительная часть чувашских семей села была переселена в республику Бурятия, Еравнинский район. Там они создали села Можайка, Усть-Эгита. Живут по сей день. Средняя школа, дом культуры, библиотека.